# 王倩儀
王倩儀，GBS，JP（1957年1月22日—），香港公務員，官至首長級甲一級政務官，退休前為環境局常任秘書長兼環境保護署署長。其後出任保良局行政總監。

## 簡歷
王倩儀在1979年7月加入香港政府任行政主任，並於同年9月轉職政務職系，在2000年1月晉升至首長級乙一級政務官，2004年4月晉升為首長級甲級政務官， 並於2010年4月晉升為首長級甲一級政務官。王倩儀曾在多個決策局及部門服務，包括新界行政署、教育科、房屋科、政務總署、民意匯集處、市政總署、布政司辦公室、保安科、工業署、地政總署及新聞署。

王倩儀曾在多個決策局及部門服務，包括前新界民政署、前房屋科、前教育科、地政總署、前政務總署、前民意滙集處、前市政總署、前布政司辦公室、政府新聞處及前保安科。她於一九九六年三月至一九九七年四月出任前工業署副署長，並於一九九七年四月出任公務員事務局副局長（於二○○二年七月一日改稱公務員事務局副秘書長）。自二○○二年七月一日，王女士同時至今。
歷任主要職位：
- 1996年3月至1997年4月：前工業署副署長
- 1997年4月至2003年2月25日：副公務員事務司(後改稱公務員事務局副局長)
  - 2002年7月1日至2003年2月25日：署任公務員事務局常任秘書長[3]
- 2003年2月26日至2006年9月12日：康樂及文化事務署署長
- 2006年9月13日至2007年6月30日：環境運輸及工務局常任秘書長(環境)兼環境保護署署長
- 2007年7月1日至2016年9月11日：環境局常任秘書長兼環境保護署署長[4]
- 2019年9月3日至2023年2月1日：保良局行政總監[5][6]